# Жайремський гірничо-збагачувальний комбінат
Жайремський гірничо-збагачувальний комбінат – підприємство з видобутку та переробки залізо-марганцевих та барито-поліметалевих руд у Жана-Аркинському районі Карагандинській області Казахстану. Центральний офіс компанії розташований в Жайремі.

## Історія
В 1959-му відкрили Жайремське барит-свинцево-цинкове родовище, для розробки якого в 1972-му запустили гірничо-збагачувальний комбінат. До сировинної бази останнього також увійшло залізо-марганцеве і барит-свинцеве родовище Ушкатин-ІІІ. Середнє співвідношення свинцю, цинку та барію у руді 1:2,4:11,1.
В подальшому Жайремський гірничо-збагачувальний комбінат увійшов до складу АТ «Сари-Аркаполіметалл», правонаступником якого з 1994 року стало АТ «Жайремський ГЗК».
В 2014-му АТ «Жайремський ГЗК» викупив концерн "Казцинк". 
До основних виробничих активів комбінату відносяться або відносились рудники Жайрем, Ушкатин III, Жомарт, Жуманай та Жайремська збагачувальна фабрика. 

## Стан підприємства на початку 2000-х років
Станом на початок 2000-хВАТ «Жайремський ГЗК» був основним виробником і експортером марганцевих і баритових концентратів у Республіці Казахстан. При цьому  розроблялись лише запаси залізо-марганцевої частини родовища Ушкатин-III, тоді як інші поклади знаходились в стані тимчасової консервації унаслідок економічної недоцільності їх розробки в існуючих умовах. 
Діючі марганцево-залізні виробничі потужності складались з кар'єру Ушкатин-III з парком екскаваторів, бурових верстатів, автосамоскидів вантажопідйомністю від 42 до 110 тонн і допоміжного обладнання. Компанія мала також дробильно-сортувальні установки і марганцеву збагачувальну фабрику. Середньорічні обсяги випуску марганцевих концентратів у 1999 – 2001 роках були в 1,6 раза вище за обсяг їх виробництва в 1998 році. Починаючи з 2002 року на такому ж рівні виробництво залізного концентрату. Інтенсивно зростав випуск баритового концентрату. 
Інвестиції у виробництво за 1998 – 2000 роки становили 22,4 млн доларів США, в 2001 році 8,9 млн доларів США. Кошти були направлені головним чином на заміну і поповнення кар'єрного автопарку високопродуктивними самоскидами «Катерпіллар», придбання бурових верстатів, екскаваторів, технологічного обладнання для збагачення руд і на реконструкцію збагачувальних фабрик. Близько 6,1 млн доларів США було витрачено на наукові дослідження, концептуальні опрацювання, ТЕО і проектні роботи. Проведена повна комп'ютеризація служби управління, створені відділи АСУП, стратегії і розвитку, планування гірничих робіт, впроваджуються такі потужні програмні засоби, як Surpac, призначений для рішення задач геолого-маркшейдерського забезпечення, і система SAP R/3, що забезпечує ефективне управління матеріальними, інформаційними і фінансовими потоками. Розроблені комп'ютерні моделі родовищ, що знаходяться в сфері діяльності комбінату.

## Подальший розвиток підприємства
Станом на 2017-й глибина кар'єру Ушкатин-III становила 250 метрів, ширина 1,5 км. Екскаватори марганцевого кар'єру могли вилучати 2 млн тон руди на рік. Видобуток зі свинцевого кар'єру міг досягати 1,5 млн тон руди.